# Giuseppe Rossi (1797-1880)
Giuseppe Francesco Rossi (Buttigliera d'Asti, 3 novembre 1797 – Torino, 1º aprile 1880) è stato un militare e politico italiano.
Combatté giovanissimo la Battaglia di Grenoble e in seguito partecipò eroicamente alle campagne militari del 1848 e 1849, meritando due medaglie al valore e ottenendo in seguito il grado di generale. Dal 1853 al 1863 fu preposto all'educazione ed istruzione dei principi di Savoia Umberto ed Amedeo. Fu senatore del Regno dal 1861 e cavaliere dell'Annunziata dal 1º gennaio 1867.